# 王宇 (汉朝)
王宇（前1世纪—3年），字长孙，东平陵（今山东济南东）人，汉朝外戚，王莽的长子，母亲是王莽的正妻王氏。

## 生平
汉平帝时，王宇担心被平帝的母家卫氏报复，与卫宝通信，让卫姬上书谢恩。太皇太后王政君增加了卫氏的汤沐邑。卫姬想与平帝见面，王莽不许。王宇与他的老师吴章和内兄吕宽商量，让吕宽于夜晚拿血涂洒王莽的住宅，以恐吓王莽。守门的小吏告诉王莽，王莽大怒，将王宇下狱，命他服毒自杀。王宇妻正在怀孕，生育后也被处死。
王莽建立新朝后，封王宇子六人：王千为功隆公，王寿为功明公，王吉为功成公，王宗为功崇公，王世为功昭公，王利为功著公。王宇一女王妨嫁给衛将軍王興为妻，一女王氏嫁給孺子婴。

## 子
- 王千，始建国元年（公元9年）封功隆公
- 王寿，始建国元年（公元9年）封功明公
- 王吉，始建国元年（公元9年）封功成公
- 王宗，本名王会宗，始建国元年（公元9年）封功崇公
- 王世，始建国元年（公元9年）封功昭公
- 王利，始建国元年（公元9年）封功著公

## 女
- 王妨
- 王氏